# Pont du Vernay
Le pont du Vernay ou de Vernay est un pont situé à Airvault, en France.

## Description
Le pont de Vernay est un pont routier en arc doté de onze arches.

## Localisation
Le pont est situé dans le département français des Deux-Sèvres, sur la commune d'Airvault. Il franchit le Thouet en amont du bourg.

## Historique
Le pont à 11 arches en plein cintre franchit le Thouet. Le nom de Vernay rappelle celui d'un château situé à proximité, attesté en 1144. Le seigneur du château a été le chef de l'expédition de quatre chevaliers qui ont assassiné Thomas Becket dans la cathédrale de Canterbury. Après la canonisation de Thomas Becket, des chapelles expiatoires ont été construites, dont une au château de Vernay. Le pont reliait la ville d'Airvault à cette chapelle castrale. La tradition veut que le pont ait été construit par le seigneur de Vernay et les chanoines de l'église Saint-Pierre d'Airvault car les chanoines devaient aller en procession célébrer trois messes par semaine dans la chapelle. Ce pont ayant une caractéristique particulière due à son mode de construction se rattachant au style Plantagenêt, Jean Mesqui a proposé de dater la construction avant 1242.
Le pont a été restauré vers 1900.

## Protection
L'édifice est classé au titre des monuments historiques en 1868.

## Description

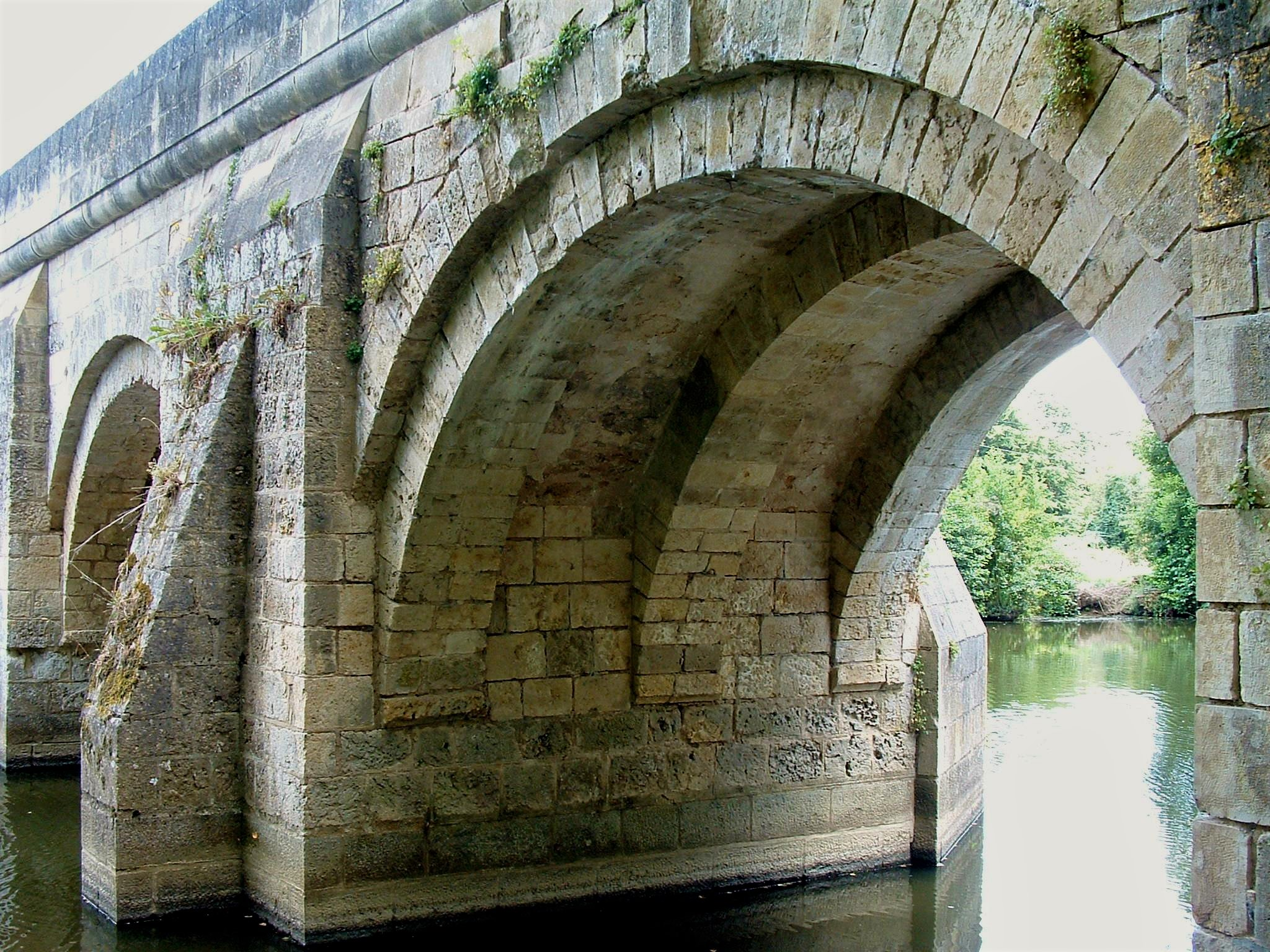
Une travée du pont vue de l'aval.

Le pont a une longueur d'environ 120 m avec 11 travées en plein cintre.
Chaque travée a en façade deux rouleaux extradossés qui sont en relief l'un par rapport à l'autre, le rouleau supérieur étant en avancée par rapport au rouleau inférieur. De plus, un rouleau intérieur est en saillie sous l'intrados de l'arche qui, elle, est dans le prolongement du doubleau extérieur. La voûte de chaque travée du pont a été construite suivant la technique de l'arc-doubleau, avec trois arcs-doubleaux. Cette méthode de construction n'est pas économique car il faut un cintre pour les arcs-doubleaux et un autre pour la voûte. Le seul autre pont construit suivant cette technique en France se trouve aussi dans les Deux-Sèvres, à Thouars, mais ce type de construction est courant pour les ponts médiévaux en Angleterre.
Les piles du pont sont protégées à l'amont par des avant-becs triangulaires chaperonnés en glacis pyramidaux légèrement plus larges que les piles. À l'aval, les piles sont renforcées par des arrière-becs rectangulaires talutés.